# 1923 en sports équestres
Chronologie des sports équestres
- 1922 en sports équestres - 1923 en sports équestres - 1924 en sports équestres

Cet article présente les faits marquants de l'année 1923 en sports équestres.

## Événements

### Année
- en Suisse, la « fédération de sociétés de courses » devient la fédération suisse des sports équestres[1].